# Gedion Zelalem
Gedion Zelalem (sinh ngày 26 tháng 1 năm 1997) là một cầu thủ bóng đá người Đức chuyển quốc tịch Mĩ gốc Ethiopia hiện đang chơi cho câu lạc bộ Rangers theo dạng cho mượn từ Arsenal ở vị trí tiền vệ. Zelalem ban đầu chơi cho đội trẻ của Arsenal sau khi gia nhập đội vào năm 2013, và xuất hiện lần đầu trên đội hình một của Arsenal trong một trận đấu FA Cup vào tháng 1 năm 2014.
Zelalem đã trở thành một công dân Mỹ vào ngày 29 tháng 12 năm 2014, và sau đó đã được phê duyệt FIFA để chơi cho Đội tuyển bóng đá quốc gia Hoa Kỳ vào ngày 13 tháng 5 năm 2015. Trước đó Zelalem chơi cho đội tuyển U-15, U-16 và U-17 Đức.

## Đời sống
Zelalem được sinh ra tại Berlin, Đức, cha mẹ là người Ethiopia. Zelalem bắt đầu chơi bóng đá lúc 5 tuổi và bắt đầu chơi cho các câu lạc bộ BFC Germania 1888 của Đức. Sau này, Zelalem đã thay đổi đến học viện đội bóng ở Bundesliga, Hertha BSC.
Zelalem di cư đến Hoa Kỳ với cha mình vào năm 2006, sau cái chết của mẹ vào năm 2005. Zelalem sau đó chơi cho một loạt đội bóng trẻ như MSC United, Bethesda SC, Olney Rangers và đến năm 2013 Zelalem chơi cho đội trẻ Arsenal

## Thống kê trận đấu
Tính đến 20 tháng 9 năm 2016.
| Câu lạc bộ     | Mùa giải  | Giải VĐQG             | Giải VĐQG | Giải VĐQG | Cúp  | Cúp | Châu Âu | Châu Âu | Tổng cộng | Tổng cộng |
| Câu lạc bộ     | Mùa giải  | Mùa                   | Trận      | Bàn       | Trận | Bàn | Trận    | Bàn     | Trận      | Bàn       |
| -------------- | --------- | --------------------- | --------- | --------- | ---- | --- | ------- | ------- | --------- | --------- |
| Arsenal        | 2013–14   | Premier League        | 0         | 0         | 1    | 0   | 0       | 0       | 1         | 0         |
| Arsenal        | 2014–15   | Premier League        | 0         | 0         | 0    | 0   | 1       | 0       | 1         | 0         |
| Arsenal        | 2015–16   | Premier League        | 0         | 0         | 0    | 0   | 0       | 0       | 0         | 0         |
| Arsenal        | 2016–17   | Premier League        | 0         | 0         | 0    | 0   | 2       | 0       | 2         | 0         |
| Arsenal        | Tổng cộng | Tổng cộng             | 0         | 0         | 1    | 0   | 1       | 0       | 4         | 0         |
| Rangers (mượn) | 2015–16   | Scottish Championship | 9         | 0         | 2    | 0   | —       | —       | 11        | 0         |
| Tổng cộng      | Tổng cộng | Tổng cộng             | 21        | 0         | 4    | 0   | 1       | 0       | 32        | 0         |